# Goro (Mortal Kombat)
Pour les articles homonymes, voir Goro.
Goro est un personnage fictif de la série de jeux de combat Mortal Kombat. Il apparaît dans le premier jeu original en tant que boss avant le combat final avec Shang Tsung. Goro fait partie d'une race appelée le « Shokan », une créature mi-humaine, mi-dragon, ayant quatre bras et trois doigts. Dans l'histoire du premier Mortal Kombat, Goro a été champion du tournoi pendant 500 ans avant d'être battu par Liu Kang. Contrairement à la plupart des personnages du jeu, qui étaient des représentations numérisées de véritables acteurs, Goro a été créé via une sculpture d'argile animée en stop motion.
Le personnage n'est pas présent dans les deux suites de Mortal Kombat, qui mettait en avant deux autres combattants Shokan, Kintaro et Sheeva. Il revient en tant que personnage jouable dans Mortal Kombat Trilogy. Goro est absent de la version arcade de Mortal Kombat 4 mais présent en tant que sous-boss et personnage déblocable via les versions consoles. Contrairement à son précédent rôle de méchant, dans l'histoire de Mortal Kombat 4, il s'aligne du côté du bien. Il revient dans un rôle de méchant et en tant que personnage jouable dans les versions GameCube et PSP de Mortal Kombat: Mystification, formant un pacte avec Shao Kahn. Goro fait également des apparitions dans Mortal Kombat: Armageddon ainsi que dans le reboot de Mortal Kombat et sa suite, Mortal Kombat X,.
Goro est considéré comme l'un des personnages emblématiques de la série, avec diverses publications le classant parmi les boss les plus mémorables et les plus difficiles de l'histoire du jeu vidéo. Il apparaît également dans d'autres médias de la franchises, tels que le comics éponyme et le film de Paul W. S. Anderson Mortal Kombat ainsi que le film d'animation, Mortal Kombat: The Journey Begins.

## Conception
Selon John Tobias, Goro a été créé lorsque lui et Ed Boon ont discuté d'apporter « un grand personnage grincheux » pour le premier Mortal Kombat. Le concept original du personnage était un personnage humanoïde à deux mains, Rokuro, un membre d'une « race de guerriers démons appelés Rokuro-kubi (démons des ténèbres), réputés barbares sauvages » qui se joindraient au tournoi « pour rétablir la fierté et le respect de sa race ». L'idée d'un monstre en tant que boss animé en stop motion et d'un personnage à quatre bras est venue des films Jason et les Argonautes et l'un des films de Sinbad le marin. Contrairement aux autres personnages du premier Mortal Kombat, Goro n'était pas basé sur un acteur numérisé mais sur une sculpture en argile créée par Curt Chiarelli.

## Histoire
Goro est devenu le grand champion du tournoi Mortal Kombat après avoir battu Kung Lao. Pendant 500 ans, il est resté invaincu et a aidé Shang Tsung à se rapprocher toujours plus de l'objectif de Shao Kahn de domination sur Earthrealm. Profitant de l'excès de confiance de Goro après des années en tant que guerrier invaincu, Liu Kang a pu remporter la victoire. Goro disparaît le lendemain du tournoi, laissant planer le doute s'il est encore en vie ou tout simplement qu'il s'est retiré dans son royaume pendant ce temps. Goro est remplacé par un autre membre de sa race, Kintaro, en tant que bras droit de Shao Kahn pendant les événements de Mortal Kombat II.
Goro refait surface après la chute de Kahn, lors des événements de Mortal Kombat 4, alors qu'il avait l'intention de venger ses pertes, il commence à s'intéresser aux questions de sa propre race et rejoint ses camarades Shokans dans la guerre contre les Centauriens. Le princesse Kitana intervient et négocie une trêve et un accord de paix entre les deux races. La rencontre est interrompue par Kung Lao qui veut défier le tueur de son ancêtre. Il s'en prend à Goro lors d'une cérémonie de vengeance, qui lui laisse une cicatrice au niveau de la poitrine. La situation étant considérée comme réglée, les deux hommes se serrent la main. Juste après la défaite de Shinnok et de sa légion, Goro et la race Shokan décident de s'allier au peuple d'Edenia, acceptant de signer un traité de paix avec les Centaures comme condition de leur nouveau partenariat.

## Accueil
En 2010, dans son top 100 des meilleurs méchants de jeu vidéo, le site IGN classe Goro 67e.